# Dan Sheehan
Pour les articles homonymes, voir Sheehan.

a Compétitions nationales et continentales officielles uniquement.

b Matchs officiels uniquement.
Dernière mise à jour le 8 août 2025.
Dan Sheehan, né le 17 septembre 1998 à Dublin (Irlande), est un joueur international irlandais de rugby à XV. Il joue au poste de talonneur au Leinster.

## Biographie

### Jeunesse et formation
Dan Sheehan naît à Dublin et commence la pratique du rugby à XV dès l'âge de cinq ans pour le club de Bective Rangers RFC. À l'âge de neuf ans, son père Barry est muté en Roumanie à Bucarest, toute la famille le suit et Dan est scolarisé dans l'American International School basée dans la capitale. Il y pratique plusieurs sports, dont le football, le softball ainsi que la natation et remporte le prix d'Athlète de l'année de l'école, durant ses années dans cet établissement, devenant l'un des plus jeunes élèves à obtenir ce prix. Par la suite, ses parents rejoignent la Pologne mais Dan, et son frère cadet Bobby, rentrent en Irlande pour étudier au Clongowes Wood College où il évolue pour l'équipe de rugby de l'établissement. Il étudie ensuite au Trinity College et joue également pour le club de Lansdowne RFC en Championnat d'Irlande. Il rejoint ensuite l'Academy (centre de formation) du Leinster Rugby.
Son grand-père, Denis Shaw, a également joué pour le Leinster dans les années 1950. De même, son père a joué au rugby durant les années 1980 et 1990. Mais aussi, son petit frère Bobby qui joue lui aussi talonneur, avec l'université de Dublin, et est plus grand que lui (1,95 m).
Dan Sheehan est de taille plutôt grande pour un talonneur, avec ses 1,91 m pour environ 110 kg il a un gabarit de troisième ligne, ce qui fait de lui un joueur très puissant.
En 2018, il évolue avec l'équipe d'Irlande des moins de 20 ans à l'occasion du Championnat du monde junior, alors qu'il n'est que le cinquième choix au poste de talonneur, les blessures de ses concurrents lui ont offert une chance de disputer cette compétition. Il participe à cinq rencontres, une seule en tant que titulaire et inscrit un essai face au Japon où il se blesse gravement à la cheville,.

### Début de carrière au Leinster et premières sélection internationales (2020-2022)
Dan Sheehan signe son premier contrat professionnel avec le Leinster en juin 2020. Il fait ses débuts en équipe première, comme titulaire, en octobre 2020 pour la troisième journée de Pro14 contre les Zebre, il se fait remarquer en inscrivant deux essais. Il inscrit quatre autres essais durant cette saison pour treize matchs joués dont trois en tant que titulaire. Son faible nombre de titularisation s'explique par sa concurrence avec Sean Cronin, Rónan Kelleher et James Tracy (en) qui sont des joueurs internationaux irlandais.
La saison suivante, il est retenu pour la première fois avec l'équipe d'Irlande lors des test matchs d'automne 2021. Il honore sa première cape internationale le 6 novembre contre l'équipe du Japon à l'Aviva Stadium,. Lors du Tournoi des Six Nations 2022, il est de nouveau sélectionné. Lors des deux premières rencontres, il est remplaçant. Mais lors du deuxième match contre la France, il remplace Rónan Kelleher blessé dès la 26e minute. À la suite de la blessure de son coéquipier, il est titulaire durant les trois autres rencontres du Tournoi dont la première fois contre l'Italie. Lors du dernier match contre l'Écosse, il inscrit son premier essai dans le Tournoi et est nommé homme du match alors que l'Irlande s'impose 26 à 5 et remporte sa douzième Triple couronne. Cette saison-là, Sheehan gagne en temps de jeu, il devient le talonneur remplaçant du Leinster derrière Kelleher, il participe à huit des neuf rencontres de son équipe en Coupe d'Europe en étant sept fois remplaçant et une fois titulaire, il inscrit trois essais mais le Leinster s'incline en finale contre le Stade rochelais,. En United Rugby Championship, il inscrit sept essais en huit matchs pour cinq titularisations. Sa capacité à être décisif en sortie de banc est un atout pour son équipe. En juin 2022, il est nommé meilleur jeune joueur du Leinster pour la saison 2021-2022.  Ce même mois, il est sélectionné pour la tournée estivale 2022 en Nouvelle-Zélande contre les All Blacks. Il est titulaire lors des trois rencontres où l'Irlande gagne deux des trois matchs et remporte la tournée, constituant un exploit et une première pour l'Irlande car la dernière équipe européenne à s'être imposée lors d'une tournée en Nouvelle-Zélande est la France en 1994 donc vingt-huit ans auparavant.

### Titulaire avec l'Irlande et double succès dans le Tournoi des Six Nations (2023-2024)
Par la suite, Dan Sheehan est sélectionné pour les test matchs de novembre 2022, il dispute deux des trois rencontres comme titulaire. À cette période, il fait partie des nommés pour le titre de la Révélation masculine World Rugby de l'année 2022. Début janvier 2023, il est convoqué par Andy Farrell, le sélectionneur irlandais, pour disputer le Tournoi des Six Nations. Il commence le Tournoi en tant que titulaire lors de la victoire inaugurale contre le pays de Galles, toutefois il se blesse avant la deuxième journée et est donc forfait pour cette rencontre. Deux semaines après, il fait son retour pour la troisième journée en tant que remplaçant contre l'Italie, match remporté 34 à 20 par les Irlandais. Pour la quatrième journée, il retrouve une place de titulaire mais se blesse tôt dans le match et fait sa sortie définitive du terrain dès la 18e minute. Néanmoins, sa blessure n'est pas grave et il est titulaire pour la dernière rencontre décisive face à l'Angleterre. Il réalise une performance de grande classe, inscrivant un doublé puis est nommé homme du match et remporte le Tournoi des Six Nations ainsi que la Triple couronne tout en réalisant le Grand Chelem. Après le Tournoi, il est retenu dans l'équipe type de la compétition. En fin de saison 2022-2023, il est titulaire durant les phases finales de son équipe du Leinster et inscrit notamment un doublé précoce en finale de Champions Cup contre le Stade rochelais mais ne peut empêcher la défaite des siens pour la seconde année consécutive contre ce même adversaire. Cette saison-là, il dispute dix-sept rencontres dont quatorze en tant que titulaire et inscrit douze essais, s'imposant comme le titulaire à son poste avec le Leinster. Il est notamment nommé dans l'équipe type de l'URC en fin de saison, puis il est également élu joueur de la saison.
En mai suivant, il est retenu dans la pré-liste pour préparer la Coupe du monde 2023. Mi-août, il se blesse lors d'une rencontre de préparation contre l'Angleterre et est forcé de sortir avant la mi-temps. Toutefois, à la fin du mois, il fait tout de même partie du groupe final des 33 joueurs sélectionnés pour la compétition. Il manque les deux premiers matchs de l'Irlande dans la compétition planétaire mais fait son retour en tant que remplaçant pour le match important de la poule B contre l'Afrique du Sud. Il dispute ensuite la rencontre contre l'Écosse en tant que titulaire, il contribue au large succès 36 à 14 des siens en inscrivant son premier essai en Coupe du monde. Par la suite, il est de nouveau titulaire pour le quart de finale contre la Nouvelle-Zélande mais lui et les siens s'inclinent 28 à 24 dans un match âprement disputé, mettant fin à leur série de dix-sept victoires consécutives. Après cette compétition, il est récompensé lors des prix World Rugby lorsqu'il est sélectionné dans le XV masculin de l'année.
En janvier 2024, il est sélectionné pour le Tournoi des Six Nations. Il se met en évidence dès les deux premières journées en inscrivant trois essais. Par la suite, il inscrit deux autres essais lors des trois derniers matchs et finit meilleur marqueur d'essais de la compétition avec ses cinq réalisations à égalité avec Duhan van der Merwe. À l'issue de la compétition, il remporte son deuxième Tournoi des Six Nations, sans réaliser le Grand Chelem, et est nommé dans l'équipe type de la compétition comme lors de l'édition précédente. De retour avec sa province, il inscrit un essai lors du quart de finale de Champions Cup remporté 40 à 13 contre le Stade rochelais. Deux jours plus tard, il signe une prolongation de contrat le liant désormais jusqu'en 2026 avec la Fédération irlandaise et le Leinster. Par la suite, son équipe se qualifie jusqu'en finale de Champions Cup pour la troisième année d'affilée. Titulaire lors de cette rencontre, ils sont battus pour la troisième fois d'affilée en finale, par le Stade toulousain cette fois-ci. Cette saison-là, il dispute dix-huit matchs avec le Leinster, treize comme titulaire, et marque huit essais. À l'issue de la saison, il est convoqué en équipe d'Irlande pour la tournée estivale. Il prend part au premier match contre l'Afrique du Sud mais se blesse durant la rencontre et déclare forfait pour le second match. Par la suite, il est annoncé qu'il a subi une déchirure du ligament croisé antérieur et est absent pour une longue durée.

### Retour de blessure et participation à la tournée des Lions (depuis 2025)
Au mois de janvier 2025, il effectue son retour de blessure en étant nommé capitaine du Leinster pour un match d'URC contre les Stormers. Durant la rencontre, il inscrit un doublé et mène son équipe à la victoire sur le score de 36 à 12. Grâce à sa bonne performance, il est nommé homme du match. Quelques jours plus tard, il se montre décisif lors de la première journée du Tournoi des Six Nations en inscrivant un essai peu après son entrée en jeu. Son pays s'impose 27 à 22 contre l'Angleterre. Après un autre match en tant que remplaçant contre l'Écosse, il retrouve une place de titulaire contre le pays de Galles et est nommé capitaine de l'Irlande pour la première fois, en l'absence de Caelan Doris. Le XV du Trèfle s'impose et décroche la Triple couronne. Après une défaite à domicile contre l'équipe de France, qui leur coûte la victoire dans le Tournoi, il inscrit un triplé durant la victoire 22 à 17 contre l'Italie lors de la dernière journée. Grâce à ses bonnes performances, dont ses cinq essais en cinq matchs, il est nommé dans l'équipe type de la compétition pour la troisième fois d'affilée. De retour au Leinster, il est d'abord éliminé de la Champions Cup 34 à 37 en demi-finale contre les Northampton Saints. Quelques jours plus tard, il est annoncé qu'il est convoqué pour la tournée des Lions britanniques et irlandais en Australie se déroulant durant l'été. Par la suite, sa province remporte son premier trophée depuis 2021 en battant largement les Bulls 32 à 7 en finale d'URC. Cette saison-là, il dispute neuf matchs, dont six comme titulaire, et inscrit neuf essais avec le Leinster.
Durant la tournée des Lions, il honore sa première sélection avec cette équipe face à l'Australie le 19 juillet, où il inscrit par ailleurs son premier essai avec les Lions durant la victoire 27 à 19 des siens. Une semaine plus tard, il dispute le deuxième match test face aux Wallabies inscrivant une nouvelle fois un essai durant la rencontre remportée une nouvelle fois par son équipe. En suivant, il dispute également le troisième test en tant que titulaire mais celui-ci est perdu. La série de test matchs est donc remportée par son équipe et il fait partie des meilleurs joueurs des Lions. À la suite du dernier match, il écope d'une suspension de quatre matchs pour un déblayage dangereux effectué sur Tom Lynagh, ce dernier étant forcé de sortir du terrain pour suivre un protocole commotion et ne revenant pas en jeu.

## Statistiques

### En province
| Saison         | Province       | Compétition               | Matchs | Points | Essais |
| -------------- | -------------- | ------------------------- | ------ | ------ | ------ |
| 2020-2021      | Leinster       | Pro14                     | 10     | 30     | 6      |
| 2020-2021      | Leinster       | Pro14 Rainbow Cup         | 3      | -      | -      |
| 2021-2022      | Leinster       | United Rugby Championship | 8      | 35     | 7      |
| 2021-2022      | Leinster       | Coupe d'Europe            | 8      | 15     | 3      |
| 2022-2023      | Leinster       | United Rugby Championship | 9      | 40     | 8      |
| 2022-2023      | Leinster       | Champions Cup             | 8      | 20     | 4      |
| 2023-2024      | Leinster       | United Rugby Championship | 10     | 25     | 5      |
| 2023-2024      | Leinster       | Champions Cup             | 8      | 15     | 3      |
| 2024-2025      | Leinster       | United Rugby Championship | 6      | 35     | 7      |
| 2024-2025      | Leinster       | Champions Cup             | 3      | 10     | 2      |
| Total Leinster | Total Leinster | Total Leinster            | 73     | 225    | 45     |

### En équipe nationale
Dan Sheehan compte 32 sélections dont 23 en tant que titulaire, depuis sa première sélection le 6 novembre 2021 face au Japon. Il inscrit 75 points, 15 essais.
Il participe à quatre éditions du Tournoi des Six Nations en 2022, 2023, 2024 et 2025. Il dispute 19 rencontres, 14 en tant que titulaire, et inscrit 13 essais.
Il participe également à une édition de la Coupe du monde en 2023. Il prend part à trois rencontres, deux en tant que titulaire, et inscrit un essai.

### Avec les Lions britanniques et irlandais
Dan Sheehan participe à la tournée des Lions britanniques et irlandais en 2025. Il prend part aux trois test matchs contre l'Australie et marque deux essais. Il joue également trois autres matchs pour un essai marqué.

## Palmarès

### En province
- Vainqueur du Pro14/United Rugby Championship en 2021 et 2025 avec le Leinster.
- Finaliste de la Coupe d'Europe/Champions Cup en 2022, 2023 et 2024 avec le Leinster.

### En équipe nationale
- Vainqueur du Tournoi des Six Nations en 2023 (Grand Chelem) et 2024 avec l'équipe d'Irlande.
- Vainqueur de la Triple couronne en 2022, 2023 et 2025 avec l'équipe d'Irlande.

### Distinctions personnelles
- Membre de l'équipe type du Tournoi des Six Nations en 2023, 2024 et 2025.
- Membre de l'équipe type du United Rugby Championship en 2023.
- Joueur de la saison du United Rugby Championship en 2023.
- Membre du XV de l'année World Rugby en 2023.
- Meilleur marqueur du Tournoi des Six Nations en 2024 (5 essais).